# Ciumicze
Ciumicze – wieś w Polsce położona w województwie podlaskim, w powiecie sokólskim, w gminie Krynki. 
| SIMC    | Nazwa   | Rodzaj |
| ------- | ------- | ------ |
| 1012548 | Żylicze | osada  |

W latach 1975–1998 miejscowość administracyjnie należała do województwa białostockiego.
Wierni kościoła rzymskokatolickiego należą do parafii św. Anny w Krynkach.